# Cezaro Rossetti
Cezaro Rossetti (ur. 1901 w Glasgow, zm. 1950) – szkocki pisarz, piszący w języku esperanto. 
Urodził się w 1901 roku w Glasgow. Wraz z bratem Reto Rossettim (później znanym poetą) w 1928 roku nauczył się esperanta. Studiował w Bombaju. Jego najbardziej znaną powieścią jest Kredu min, sinjorino! (książkę napisał za namową brata); powieść została przetłumaczona między innymi na język angielski, węgierski, polski, japoński i włoski. Rosetti zmarł w 1950 roku. 